# ورانوواتس
ورانوواتس (به صربی: Vranovac) یک منطقهٔ مسکونی در صربستان است که در ناحیه پوموراولیه واقع شده‌است.
 ورانوواتس  ۱۵۹ نفر جمعیت دارد.